# 布迪·桑托索
布迪·桑托索（印尼語：Budi Santoso，1975年6月8日—），印尼已退役男子羽球運動員。

## 簡歷
布迪·桑托索是印尼的針記羽毛球俱樂部的羽球運動員，他從1982年開始加入俱樂部。他是國家隊的一員，曾在1998年的亞運會和2002年的湯姆斯盃獲得男子團體冠軍。他曾經躋身世界十強。從國際賽退役後，他開始了教練生涯，先在Mutiara Bandung俱樂部當教練，後來在國家隊擔任男子單打教練。